# Prasonica affinis
Prasonica affinis är en spindelart som beskrevs av Embrik Strand 1906. Prasonica affinis ingår i släktet Prasonica och familjen hjulspindlar.
Artens utbredningsområde är Algeriet. Inga underarter finns listade i Catalogue of Life.